# Hailey (Idaho)
Hailey es una ciudad ubicada en el condado de Blaine, Idaho, Estados Unidos. Tiene una población estimada, a mediados de 2021, de 9463 habitantes.
Es la sede del condado.
Está situada a orillas del río Big Wood, un afluente del río Snake, a su vez afluente del Columbia.
En la ciudad está el aeropuerto Friedman Memorial, que es el utilizado para visitar la zona turística de Sun Valley/Ketchum, ubicada 19 km al norte.
Al oeste del centro, Hailey tiene su propia estación de esquí, la Rotarun Ski Area, aunque mucho más pequeña que la cercana estación de Sun Valley.

## Geografía
La ciudad está ubicada en las coordenadas 43°30′46″N 114°17′58″O / 43.51278, -114.29944 (43.512674, -114.299499). Según la Oficina del Censo, tiene un área total de 10.19 km², de la cual 10.18  km² son tierra y 0.01  km² son agua.

## Demografía
En el 2000, los ingresos medios de los hogares de la localidad eran de $51,347 y los ingresos medios de las familias eran de $56,379. Los hombres tenían ingresos medios por $37,750 contra los $29,025 que percibían las mujeres. Los ingresos per cápita para la localidad eran de $21,255. Alrededor del 6.1% de la población estaba bajo el umbral de pobreza nacional.
De acuerdo con la estimación 2016-2020 de la Oficina del Censo, los ingresos medios de los hogares de la localidad son de $54,622 y los ingresos medios de las familias son de $71,569. Los ingresos per cápita en los últimos doce meses, medidos en dólares de 2020, son de $27,131. Alrededor del 16.7% de la población está bajo el umbral de pobreza nacional.

## Personalidades destacadas
En 1988, el actor Bruce Willis invirtió millones de dólares en revitalizar el centro de la ciudad y comprar terrenos, pero luego de la ruptura de su matrimonio con Demi Moore (quien aún allí reside), retiró la mayoría de sus inversiones en la localidad.
Asimismo, en esta ciudad, nació el poeta Ezra Pound, quizás el literato más importante de habla inglesa del siglo XX.